# Tauno Kovanen
Tauno Into Kovanen (* 20. Juni 1917 in Kuru, Pirkanmaa; † 9. Februar 1986 in Lahti) war ein finnischer Ringer. Er gewann bei den Olympischen Spielen 1952 in Helsinki eine Bronzemedaille im griechisch-römischen Stil im Schwergewicht.

## Werdegang
Tauno Kovanen, der dem Sportclub Lahden Ahkera angehörte, startete im Schwergewicht, wog bei einer Größe von 1,82 Metern aber "nur" ca. 90 kg, womit er nur knapp in dieser Gewichtsklasse stand. Er war ein ausgesprochener Spätstarter, denn erst im Jahre 1950, als er schon 33 Jahre alt war, gelang ihm der erste Medaillengewinn bei einer finnischen Meisterschaft. Bis zum Jahre 1954 erreichte er  dann insgesamt acht Medaillengewinne bei finnischen Meisterschaften in beiden Stilarten, er konnte aber nie finnischer Meister werden. Es gelang ihm aber, sich im Jahre 1952 für die Teilnahme an den Olympischen Spielen in Helsinki im griechisch-römischen Stil zu qualifizieren.
In Helsinki kam er im Schwergewicht zu Siegen über Alexandru Șuli, Rumänien, Adolfo Ramirez, Argentinien und Willi Waltner, Deutschland. Danach verlor er gegen Johannes Kotkas, Sowjetunion und Josef Růžička, Tschechoslowakei und gewann damit eine olympische Bronzemedaille. 
Dieser Start war sein einziger bei einer internationalen Meisterschaft.

## Internationale Erfolge
| Jahr | Platz  | Wettbewerb     | Gewichtsklasse | Stil | Ergebnisse |
| 1952 | Bronze | OS in Helsinki | Schwer         | GR   | nach Siegen über Alexandru Șuli, Rumänien, Adolfo Ramirez, Argentinien und Willi Waltner, Deutschland und Niederlagen gegen Johannes Kotkas, Sowjetunion und Josef Růžička, Tschechoslowakei |

## Finnische Meisterschaften
| Jahr | Platz | Gewichtsklasse | Stil | Ergebnisse                                   |
| 1950 | 2.    | Schwer         | F    | hinter Pauli Riihimäki, vor Kaino Mäkelä     |
| 1951 | 3.    | Schwer         | F    | hinter Pauli Riihimäki und Jaako Virta       |
| 1951 | 3.    | Schwer         | GR   | hinter Taisto Kangasniemi und Jaako Virta    |
| 1952 | 2.    | Schwer         | GR   | hinter Kaino Mäkelä, vor Taisto Kangasniemi  |
| 1952 | 3.    | Schwer         | F    | hinter Pauli Riihimäki und Jaako Virta       |
| 1953 | 2.    | Schwer         | F    | hinter Taisto Kangasniemi, vor Aale Siltanen |
| 1953 | 3.    | Schwer         | GR   | hinter Taisto Kangasniemi, vor Kaino Mäkelä  |
| 1954 | 3.    | Schwer         | GR   | hinter Jaako Virta und Kaino Mäkelä          |

## Erläuterungen
- OS = Olympische Spiele
- GR = griechisch-römischer Stil, F = freier Stil
- Schwergewicht, damals über 87 kg Körpergewicht